# Partito Socialdemocratico di Serbia
Il Partito Socialdemocratico di Serbia (in serbo: Социјалдемократска партија Србије, СДПС-SDPS) è un partito politico serbo di ispirazione liberale-sociale.
Il movimento nasce nel 2009 dal già esistente Partito Democratico del Sangiaccato (SDP), rappresentante della comunità bosgnacca in Serbia. Fondatore del SDPS è Rasim Ljajić, presidente del SDP e ministro del lavoro dal 2007, che decide di ridurre l'SDP a un movimento locale interno al SDPS,lanciando quest'ultimo a livello nazionale.
Il partito è rappresentato da cinque deputati nell'Assemblea Nazionale di Serbia, eletti nelle liste del SDP e ora presenti nel SDPS.
Alle elezioni parlamentari del 2012 SDPS si è presentato insieme al Partito Democratico ottenendo 9 seggi. Durante le trattative per la formazione del nuovo governo SDPS decide di rompere l'alleanza con i democratici (passati all'opposizione) e partecipa al governo guidato da Ivica Dačić, nel quale Ljajic è ministro per il commercio e telecommunicazione e vicepremier.
Alle elezioni parlamentari del 2014 SDPS si allea con il Partito Progressista Serbo (moderato di centro-destra) e altri partiti. Questa coalizione guidata dal leader del Partito Progressista Aleksandar Vučić ha vinto le elezioni e Ljajic è stato confermato vicepremier e ministro, mentre SDPS ha ottenuto 10 seggi.
Alle elezioni parlamentari del 2016 SDPS sempre in alleanza coi progressisti mantiene i suoi 10 seggi e Ljajic è nuovamente confermato ministro.